# Batman: The Brave and the Bold
Batman: The Brave and the Bold (Nederlands: Batman: Stoer en Stoutmoedig) is een Amerikaanse animatieserie gebaseerd op de DC Comics’ superheld Batman, en dan met name de stripserie The Brave and the Bold. De serie debuteerde op 14 november 2008 op Cartoon Network. In Nederland werd de serie van 11 september 2010 tot in 2018 uitgezonden.

## Overzicht
Elke aflevering van de serie draait om Batman die samenspant met een andere superheld van DC comics om een bepaalde superschurk te stoppen of een misdaad op te lossen. De afleveringen beginnen doorgaans met een voorstukje dat los staat van de rest van de aflevering, en wat wordt uitgezonden voor de titelsong. De meeste helden waar Batman mee samenwerkt worden eerst een keer gezien in deze voorstukjes om te kijken of ze populair genoeg zijn bij het publiek, en pas een paar afleveringen later gezien in de aflevering zelf.
De show heeft geen overkoepelend verhaal, en de meeste afleveringen zijn los van elkaar te bekijken. De schurken in de serie zijn doorgaans niet de vaste vijanden van Batman (hoewel zijn bekendste tegenstanders wel in de serie voorkomen), maar andere DC-schurken of nieuwe personages.
De show heeft een minder grimmige ondertoon dan voorgaande Batmanseries, zoals Batman: The Animated Series, De helden waar Batman mee samen werkt in de serie zijn doorgaans minder bekende personages van DC comics.

## Cast
- Diedrich Bader – Batman[5], Kilowog, Ace, Owlman
- Edoardo Ballerini – Vulture, Jack
- Dee Bradley Baker – Clock King, Etrigan, Felix Faust, Brain[6], Chemo[7], Scarecrow
- Jeff Bennett – Joker, Red Hood[8]
- Xander Berkeley – Sinestro[6]
- Ian Buchanan – Sherlock Holmes
- Corey Burton – Doc Magnus / Dr. Mid-Nite, Mercury, Red Tornado, Silver Cyclone, Thomas Wayne, Killer Moth, Bat-Manga Batman,  Scooby-Doo Joker
- Grey DeLisle – Fire, Black Canary[9]
- John DiMaggio – Aquaman, Gorilla Grodd
- Sean Donnellan – Elongated Man[7]
- Greg Ellis[10] – Gentleman Ghost, Doctor Fate, Cavalier
- R. Lee Ermey – Wildcat
- Oded Fehr – Equinox
- Will Friedle – Blue Beetle/Jaime Reyes, Scarlet Scarab
- Zachary Gordon[10] – Young Bruce Wayne
- Richard Green – General Kreegaar
- Ellen Greene – Mrs. Manface[2]
- Nicholas Guest – Question
- Mikey Kelley – Kamandi
- Tom Kenny – Plastic Man, Baby Face
- Lex Lang – Doctor Polaris
- Wallace Langham – Ocean Master
- Loren Lester – Hal Jordan / Green Lantern
- Jason Marsden – Speedy[11]
- Tim Matheson – Jarvis Kord
- David McCallum – Merlin
- Richard McGonagle- Saradath
- Scott Menville – Metamorpho
- Andy Milder – Flash
- Morris – Fox[6], Jonah Hex
- Pat Musick – Martha Wayne
- Vyvan Pham – Katana
- Jim Piddock – Calendar Man, Dr. Watson
- Alexander Polinsky – Slug, G'nort
- Paul Reubens – Bat-Mite[9]
- Kevin Michael Richardson – Black Manta, B'Wana Beast, Despero
- Bumper Robinson – Black Lightning
- Michael Rosenbaum – Deadman[11]
- Armin Shimmerman – The Calculator[2]
- James Sie – Atom[12], Dyna-Mite
- Tara Strong – Huntress[2]
- Gary Sturgis – Bronze Tiger[11]
- James Arnold Taylor – Blue Bowman, Green Arrow, Guy Gardner / Green Lantern[11], Wotan
- Tony Todd – Astaroth
- Kari Wahlgren – Catwoman[13]
- Michael T. Weiss – Adam Strange
- Wil Wheaton – Blue Beetle/Ted Kord[14]
- Gary Anthony Williams – Fun Haus
- Marc Worden – Kanjar Ro
- Tatyana Yassukovich – Morgaine le Fay
- Neil Patrick Harris - Music Meister

## Stripserie
In januari 2009 kreeg de animatieserie een spin-off in de vorm van een stripserie. Deze volgt dezelfde opzet als de afleveringen van de animatieserie.